# Nicolay Nicolaysen
Nicolay Nicolaysen (Bergen, 14 de enero de 1817 — Oslo, 22 de enero de 1911) fue un anticuario y arqueólogo noruego. Fue una de las autoridades de su país en temas relacionados con la arqueología, y miembro fundador de la Sociedad para la Conservación de los Monumentos Antiguos Noruegos, de la que fue presidente en 1851.
En Noruega, Nicolaysen es conocido por sus investigaciones arqueológicas en el Monasterio Munkeliv de Bergen, la Iglesia de Santa María de Oslo, el cementerio vikingo de Borre y el barco de Gokstad. También tomó parte activa en la restauración de la Catedral de Nidaros y del Salón de Haakon IV; en la fundación de la Galería Nacional de Oslo y fue un impulsor de la Escuela Nacional de Artes y Artesanías.